# Im Spiel der Wellen (Gemälde)

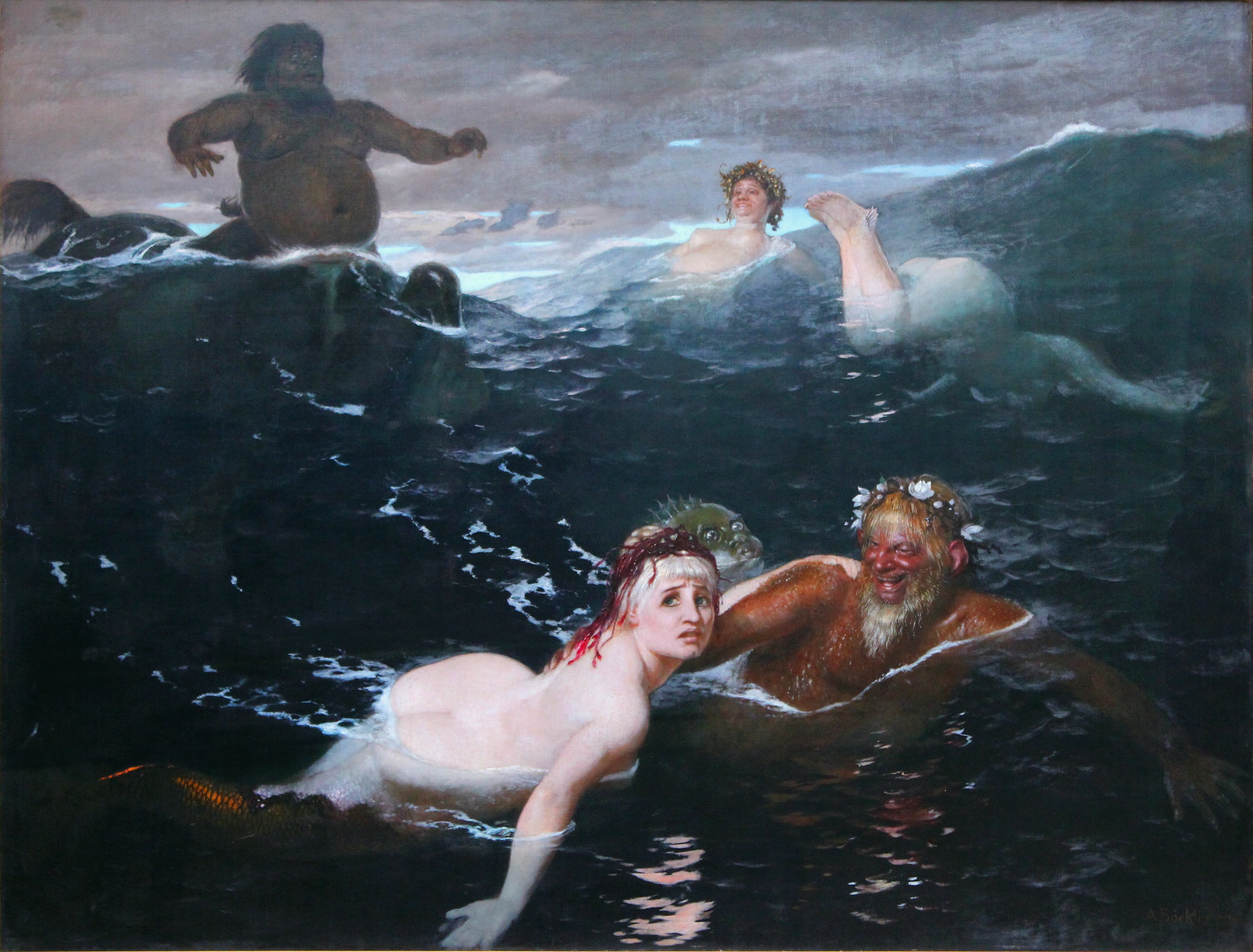
Arnold Böcklin: Im Spiel der Wellen

Im Spiel der Wellen ist ein Gemälde des Schweizer Malers Arnold Böcklin aus dem Jahr 1883.
Im Jahr 1888, auf der internationalen Ausstellung in München, kaufte es der Baron Jan Wendelstadt auf Neubeuern von Fritz Gurlitt für 18.000 Mark und stiftete es der Neuen Pinakothek in München, in deren Besitz es sich bis heute befindet.

## Beschreibung
„Eine Tochter der Wellen schwimmt daher, Seetang im blonden Haar. Ängstlich klammert sie sich an einen sonnengebräunten Alten, von dessen bekränztem Haupt die nassen Haarsträhnen wirr herabhängen. Er teilt sicheren Armes die Flut und scheint sich lachend an der Furcht seiner jüngeren Genossin zu weiden. Hinter ihm taucht, glotzäugig und pustend, ein zweiter aus den Wellen empor, und höher stampft durch die kristallklaren Wogen schwerfällig ein dicker Seecentaur einher. Mit weit aufgerissenen Augen starrt er in tierischem Erstaunen einem flinken Nixlein nach, das sich dicht vor ihm über die Oberfläche geschnellt hat und köpflings in den Wellen verschwindet, während eine Gefährtin, auf dem Rücken davonschwimmend, den plumpen Gesellen auslacht.“

## Entstehung
Böcklins Anstoß für die Idee dieses Bildnisses gab ihm der mit ihm befreundete Tiefseeforscher Anton Dohrn auf einem Badeausflug auf der Insel Ischia mit Böcklin, Dohrn und dessen Familie. Böcklin hatte beobachtet, wie Dohrn nach einem langen Tauchgang beim plötzlichen Auftauchen „die Damen“ (wohl seiner Familie) erschreckte. Er übertrug die Szenerie in seiner Phantasie auf Meeresdämonen.

## Zweites Bild

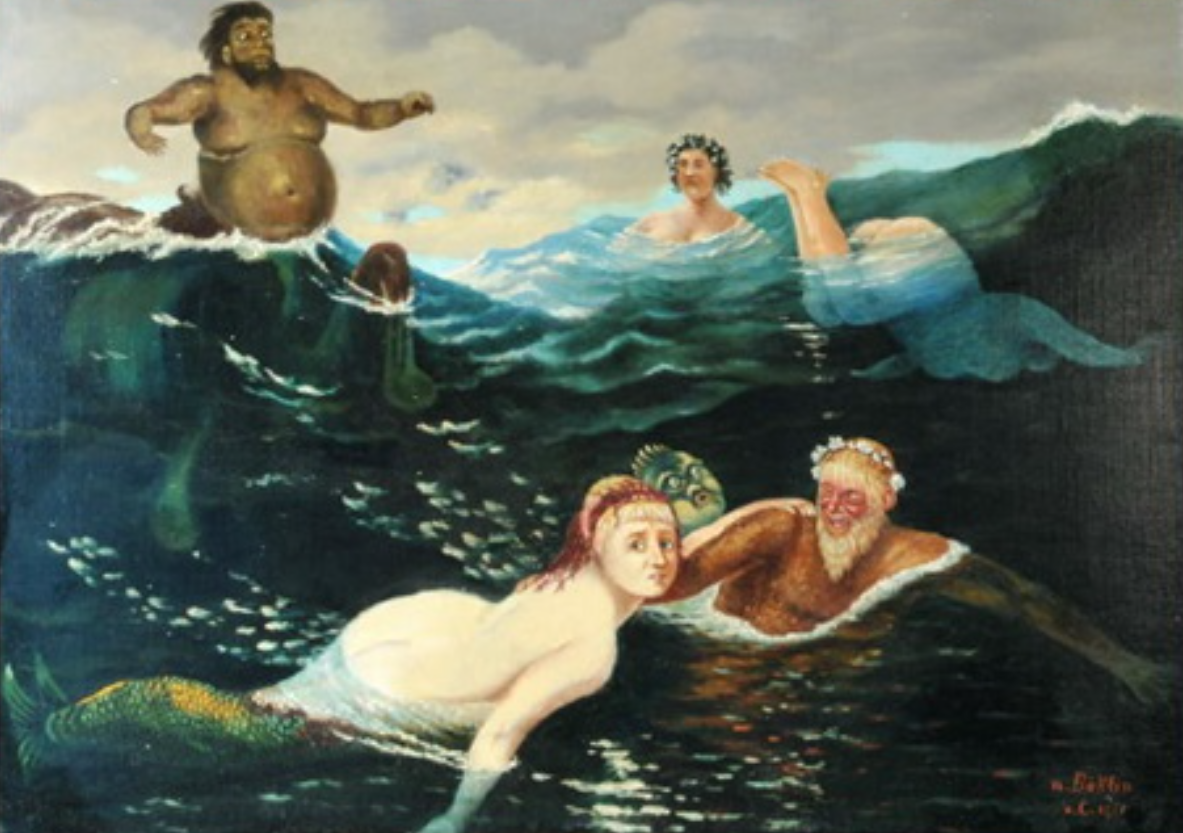
Kopie des Bildes von Carlo Böcklin

Im Sommer 1900 malte Böcklin in Zusammenarbeit mit seinem Sohn Carlo Böcklin eine Kopie des Bildes, die in der Wohnung des Schriftstellers Ludwig Ganghofer hing. Die Kopie wurde im Jahr 1912 restauriert. Später ersteigerte es die Kunsthalle Krems für 4.025 britische Pfund. Von Mai bis Oktober 1995 war es in der Ausstellung Wasser und Wein in der Kunsthalle Krems ausgestellt.

## Rezeption

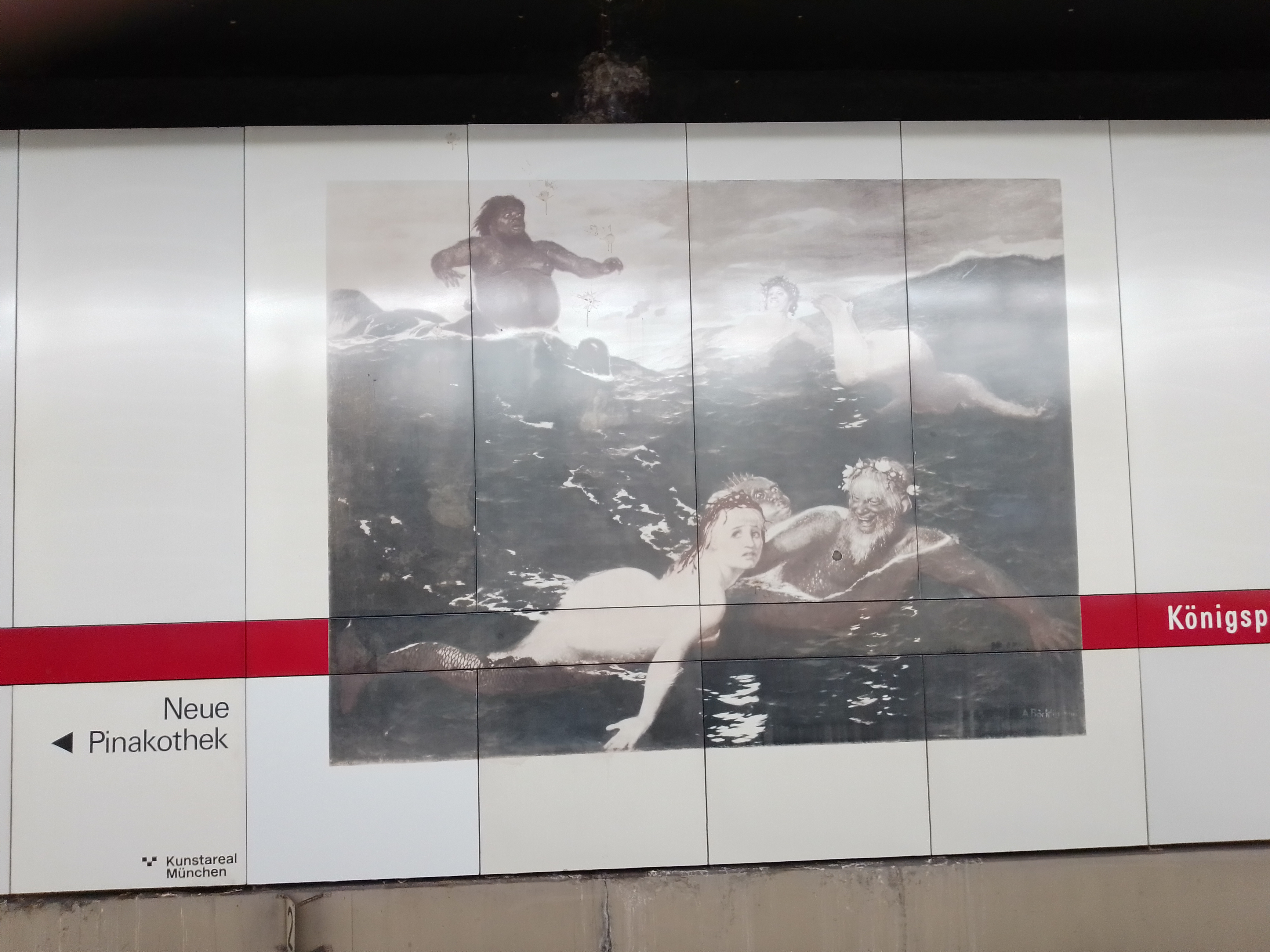
U-Bahnhof Königsplatz, München

- Bildnis an der Wand des Münchner U-Bahnhofs Königsplatz
- Eines der vier Bezugselemente in Vier Tondichtungen nach A. Böcklin von Max Reger.
- Teil III von: Drei Böcklin-Phantasien für großes Orchester – op. 53 von Felix Woyrsch